# Clas Tott
Clas Tott (även känd som Clas Åkesson Tott den yngre), född den 14 augusti 1630 på Ekolsund i Uppland, död den 15 juli 1674 i Paris,  var en svensk greve, riksråd, diplomat, militär och generalguvernör över Livland, son till Sigrid Bielke och Åke Henriksson Tott.

## Biografi
Efter att ha vistats några år i Frankrike kom han 1651, 21 år gammal, till drottning Kristinas hov. Ett år senare upphöjdes han till greve med Karleborg som grevskap. 1654 (ej 1653) tog han plats i riksrådet och utnämndes till riksstallmästare. Innan drottningen abdikerade tilldelades han Ekolsunds slott vid Mälaren.
Efter Kristinas abdikation anslöt han sig till den svenska armén i Karl X Gustavs polska krig, där han deltog i striderna. Han erövrade Neumarkt och Gebnitz samt slog därpå i en strid 6 000 man polska trupper på flykten. Befordrad till generalmajor, anförde han svenska förtrupperna vid framryckandet mot Warszawa 1656, där han bland annat segrade i en skärmytsling mot litauiska trupper.
Under Karl X Gustavs tid tjänstgjorde Clas Tott en tid i en beskickning i Paris och var sedan, under Karl X Gustavs andra danska krig, med om att belägra Köpenhamn (1658). Efter reduktionen, då Ekolsunds slott återgått till staten, fortsatte hans karriär med två års ambassadörsbefattning i Paris och ett år (1664) som överståthållare i Stockholm. 1665 utnämndes han till fältmarskalk och samma år till generalguvernör i Livland, där han stannade i sju år. När han dog 1674 hade han sedan två år åter beklätt posten som ambassadör i Paris.
Clas Tott vilar i det Braheska gravkoret i Jäders kyrka. Han var 1665–1672 gift med Anna Oxenstierna af Södermöre, dotter till rikskanslern Erik Oxenstierna.